# Антошук, Роман Фомич
Роман Фомич Антошук (15 мая 1925 — 2 июля 2005) — передовик советской цветной металлургии, звеньевой проходчиков рудника "Маяк" Норильского горно-металлургического комбината имени А.П.Завенягина Министерства цветной металлургии СССР, Герой Социалистического Труда (1973).

## Биография
Родился в деревне Кончицы Бродницкой гмины Пинского повета Полесского воеводства. Член КПСС.
Партизан, участник Великой Отечественной войны. С 1946 года — на хозяйственной, общественной и политической работе. В 1946—1980 гг. — в ГСВГ, на различных должностях в Пинском городском водопроводе, на строительстве рудника «Маяк» в районе посёлка Талнах, звеньевой проходчиков рудника «Маяк» Норильского горно-металлургического комбината имени А. П. Завенягина Министерства цветной металлургии СССР.
Указом Президиума Верховного Совета СССР от 29 декабря 1973 года за большие заслуги в развитии цветной металлургии и достижения высоких производственных показателей Роману Фомичу Антошуку было присвоено звание Героя Социалистического Труда с вручением ордена Ленина и медали «Серп и Молот».
Избирался депутатом Верховного Совета РСФСР 8-го и 9-го созывов.
Умер в Ставрополе 2 июля 2005 года.

## Награды
За трудовые и боевые успехи была удостоена:
- золотая звезда «Серп и Молот» (29.12.1973)
- орден Ленина (29.12.1973)
- Орден Отечественной войны I степени (11.03.1985)
- Орден Трудового Красного Знамени (30.03.1971)
- Орден Славы III степени (31.05.1945)
- Медаль За отвагу (04.05.1945)
- Медаль "За взятие Берлина"
- другие медали.